# Qeydar
Qeydār (farsi قیدار) è il capoluogo dello shahrestān di Khodabandeh, circoscrizione Centrale, nella provincia di Zanjan in Iran. Nel 2011 aveva 30.251 abitanti. Si trova a sud di Zanjan.